# Carex pauciflora

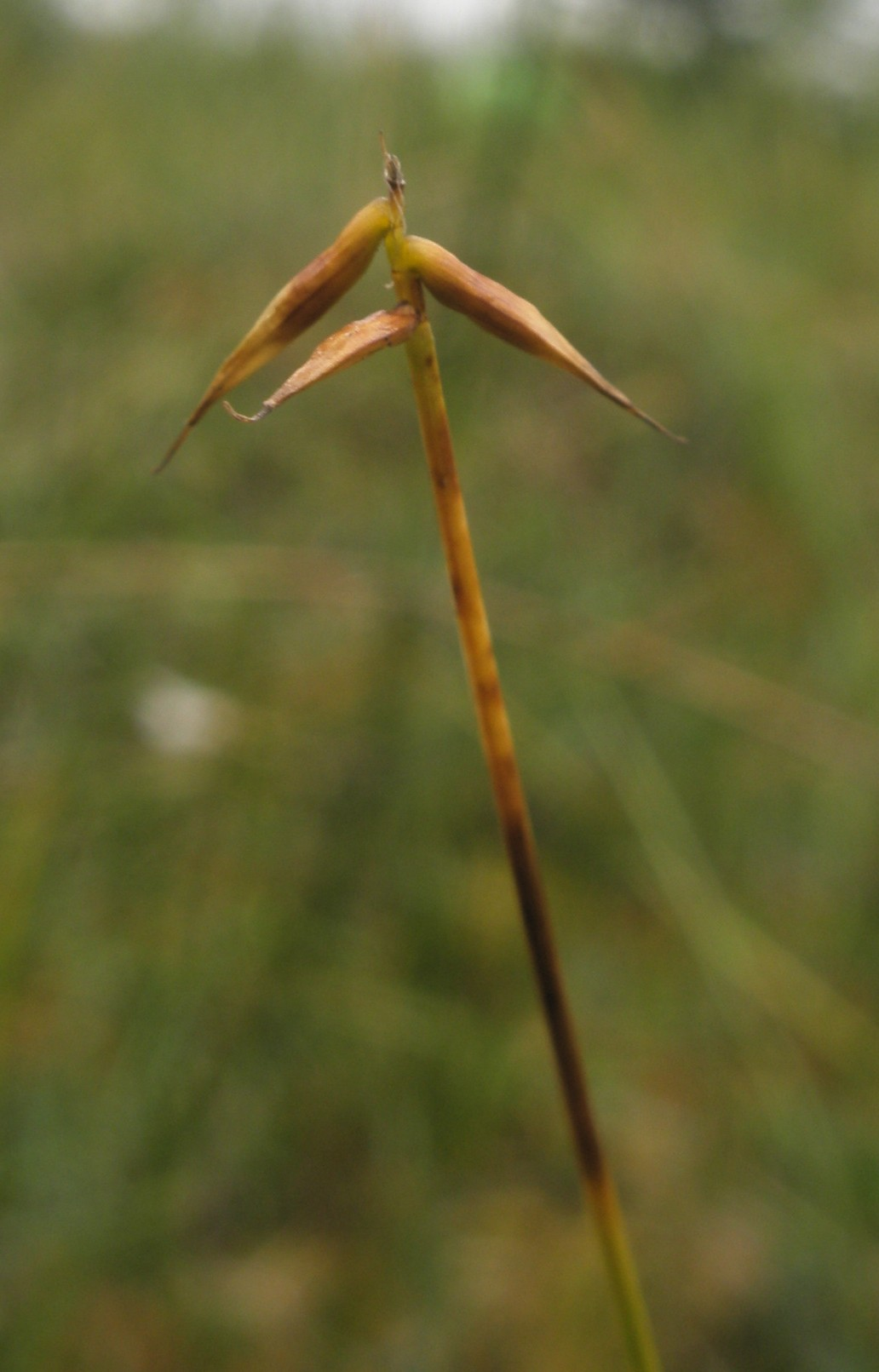
Fotografía de Carex pauciflora.

Carex pauciflora, conocida como juncia de pocas flores, es una especie perenne de juncia de la familia Cyperaceae nativa de pantanos en regiones templadas frías, subárticas y montañosas del hemisferio norte. El epíteto específico pauciflora se refiere al término latino para 'pocas flores'.

## Descripción
Carex pauciflora crece hasta 60 centímetros (23,6 plg) de alto como máximo, aunque más comúnmente crece de 10-40 centímetros (3,9-15,7 plg) de alto. Es una planta perenne rizomatosa con tallos que crecen solos o en racimos difusos. Una encuesta de poblaciones en Estonia evaluó una longitud media de rizoma de 4,1 centímetros (1,6 plg), aunque los rizomas de hasta 35 centímetros (13,8 plg) mucho tiempo se han registrado. Las láminas, que están ausentes de las vainas en la parte inferior del culmo, pueden medir hasta 13 centímetros (5,1 plg) de largo y 1,6 milímetros (0,1 plg) de ancho, y no se producen más de tres hojas en cada culmo. Cada parte de la planta es sin pelo.
Cada flor solo contiene estructuras reproductivas masculinas o femeninas, aunque las plantas en sí son monoicas. Cada tallo tiene solo una espiga y cada espiga tiene de 2 a 4 flores masculinas en su ápice, con 4 a 6 flores femeninas situadas directamente debajo. Las flores femeninas pueden estar menos desarrolladas en hábitats desfavorables. Las flores y la periginia son inicialmente erectas, pero la periginia gira hacia abajo en un ángulo de alrededor de 140 grados en relación con el tallo a medida que maduran. Cada flor femenina tiene de 2 a 3 estigmas y cada periginio mide 5-7,8 milímetros (0,2-0,3 plg) de largo y alrededor de un quinto de ancho que de largo, estrechándose en el extremo distal. Las raquillas están muy reducidas, y hay tejido esponjoso en la base de cada periginio maduro en el lado más cercano al culmo, que es lo que hace que el periginio apunte hacia abajo. Los aquenios son lenticulares y miden aproximadamente un cuarto de la longitud de la periginia.
Cuando un objeto roza un periginio maduro, se desprende de la espiga y salta hacia afuera, aterrizando 1-2 pies (0,3-0,6 m) lejos del culmo. Esto es posible debido al tejido esponjoso presente en la base de la periginia. Cuando un objeto hace que el periginio se incline ligeramente hacia arriba, se desprende del culmo y el tejido esponjoso se comprime. Una vez que se libera la presión mecánica que había estado levantando el periginio, el tejido esponjoso se expande rápidamente, actuando como un resorte e impulsando el periginio hacia afuera y hacia arriba.

## Distribución y hábitat
Carex pauciflora tiene una distribución circumboreal y se encuentra en áreas templadas frías y subárticas en todo el hemisferio norte. Crece en pantanos y otras áreas húmedas con suelo ácido. Aunque ocurre más comúnmente en ambientes abiertos, tolera la sombra parcial y, a veces, crece en el sotobosque de los bosques de coníferas. Se sabe que ocurre en elevaciones que van desde 90-1390 metros (295,3-4560,4 pies) elevación en el estado de Washington, Estados Unidos, donde NatureServe la clasifica como S2 (en peligro), aunque está clasificada globalmente como una especie de menor preocupación por la Lista Roja de la UICN. Se conocen poblaciones de todas las provincias o territorios canadienses excepto Nunavut, aunque su presencia no fue descubierta hasta 2013 en el Territorio del Noroeste, en un sitio a unos 60 kilómetros (37,3 mi) al sur de Fort Simpson. En Ucrania está presente en pantanos en los Cárpatos, y en Ovruch Raion del Óblast de Zhytomyr cerca de la frontera con Bielorrusia.
La actividad recreativa amenaza a algunas poblaciones de América del Norte. La especie ha disminuido en Estonia debido al desarrollo de sus hábitats de humedales, aunque no se ha visto tan gravemente afectada como otras especies de juncos. Las poblaciones de los Cárpatos ucranianos están amenazadas por el cambio climático. Los pantanos en los que habita Carex pauciflora en los Cárpatos ucranianos se están secando y están siendo invadidos por arbustos, y los pantanos en los que también habita la juncia están siendo invadidos por árboles y arbustos como Pinus mugo, Alnus alnobetula, Salix silesiaca y Picea abies. Se ha sugerido como medida de conservación la eliminación manual de plantas más competitivas que no pertenecen a los humedales.